# Łukasz Łakomy
Łukasz Łakomy (Puławy, 2001. január 18. –) lengyel korosztályos válogatott labdarúgó, a Zagłębie Lubin középpályása.

## Pályafutása

### Klubcsapatokban
Łakomy a lengyelországi Puławy városában született. Az ifjúsági pályafutását a helyi Wisła Puławy csapatában kezdte, majd 2014-ben a Legia Warszawa akadémiájánál folytatta.
2019-ben mutatkozott be a Legia Warszawa tartalékcsapatában. 2021-ben a Zagłębie Lubinhoz igazolt. Először a 2021. január 29-ei, Wisła Płock ellen 2–0-ra elvesztett mérkőzés 82. percében, Filip Starzyński cseréjeként lépett pályára. Első gólját 2022. február 18-án, szintén a Wisła Płock ellen hazai pályán 3–1-re megnyert találkozón szerezte meg.

### A válogatottban
Łakomy az U15-ös, az U20-as és az U21-es korosztályú válogatottakban is képviselte Lengyelországot.
2022-ben debütált az U21-es válogatottban. Először a 2022. június 2-ai, San Marino ellen 5–0-ra megnyert U21-es EB-selejtezőn lépett pályára.

## Statisztikák
2023. március 6. szerint
| Klub           | Szezon   | Osztály     | Bajnokság | Bajnokság | Kupa és Ligakupa | Kupa és Ligakupa | Nemzetközi | Nemzetközi | Összesen | Összesen |
| Klub           | Szezon   | Osztály     | Meccs     | Gól       | Meccs            | Gól              | Meccs      | Gól        | Meccs    | Gól      |
| -------------- | -------- | ----------- | --------- | --------- | ---------------- | ---------------- | ---------- | ---------- | -------- | -------- |
| Zagłębie Lubin | 2020–21  | Ekstraklasa | 8         | 0         | 1                | 0                | —          | —          | 9        | 0        |
| Zagłębie Lubin | 2021–22  | Ekstraklasa | 20        | 1         | 1                | 0                | —          | —          | 21       | 1        |
| Zagłębie Lubin | 2022–23  | Ekstraklasa | 23        | 3         | 1                | 0                | —          | —          | 24       | 3        |
| Összesen       | Összesen | Összesen    | 51        | 4         | 3                | 0                | 0          | 0          | 54       | 4        |